# Cimitero monumentale di Rimini
Il cimitero monumentale di Rimini, o cimitero civico di Rimini, è il principale cimitero della città di Rimini, nella regione dell'Emilia-Romagna, nord Italia.
Consacrato nel 1813, il Cimitero Monumentale di Rimini è il luogo di riposo finale di diverse figure riminesi di spicco, tra cui il noto regista Federico Fellini.

## Storia
Il 12 giugno 1804, Napoleone Bonaparte promulgò l'Editto di Saint-Cloud, che decretava che i cimiteri dovessero essere collocati fuori dalle mura cittadine, in luoghi soleggiati e arieggiati, con tombe simili in maniera egualitaria. L'editto era motivato da preoccupazioni di igiene pubblica e da un interesse per l'egualitarismo nella morte. Il 5 settembre 1806, l'Editto sulla Polizia Medica estese le disposizioni dell'Editto di Saint-Cloud all'Italia napoleonica, provocando un dibattito pubblico che portò notevolmente alla pubblicazione del poema di Ugo Foscolo Dei sepolcri (1807). Rimini era da tempo abituata a sepolture nelle chiese o nei loro chiostri, con sedici chiese cittadine che avevano un cimitero di qualche tipo. Il più grande cimitero circondava il Tempio malatestiano, e c'era un cimitero ebraico fuori dalla Porta Montanara.
Il comune di Rimini considerò l'idea di collocare il nuovo cimitero sulla collina di Covignano, al Santuario di Santa Maria delle Grazie, ma la proposta non fu popolare. Un'altra posizione proposta fu nell'area della Colonnella. Entro il marzo 1808, fu deciso di collocare il cimitero nell'area delle Celle. La località era stata utilizzata per sepolture per secoli: il suo nome derivava da un oratorio che era stato incaricato fin dal XII secolo della sepoltura dei prigionieri giustiziati, i quali sarebbero stati esposti per massima esposizione presso il bivio delle antiche strade romane via Emilia e via Popilia. Il comune acquistò cinque appezzamenti di terreno agricolo, formando un'area quadrata di terreno paludoso. L'area fu drenata, circondata da un muro e sopra l'arco d'ingresso fu inciso: "Ahi! misero teatro! ahi! fasto umano!".
Il cimitero fu consacrato il 28 maggio 1813 da Gualfardo Ridolfi, vescovo di Rimini. La prima sepoltura fu quella di Giuseppe Receputi, un bambino di 25 giorni, il 3 giugno 1813.
Il forno crematorio del cimitero fu inaugurato il 19 aprile 2016 e iniziò l'operatività il 21 luglio 2016 insieme a una sala del commiato. Nel gennaio 2019, il cimitero aveva quasi 1.500 posti di sepoltura disponibili, il numero più alto per qualsiasi cimitero a Rimini, seguito da Santa Maria in Cerreto con 226 posti.

## Struttura
Il cimitero contiene viali alberati e diverse cappelle nobiliari. I suoi sentieri sono pavimentati in cubi di porfido levigato a martellina. La piazza subito all'interno delle mura del cimitero presenta due triangoli di porfido levigato divisi da una diagonale.
A sud, il cimitero è delimitato dalla ferrovia Bologna–Ancona, cosa che ha portato Federico Fellini a descriverlo come uno dei "luoghi meno tetri della città, grazie alla gioiosa presenza del treno che passa nelle vicinanze".

## Monumenti funebri notevoli

### La grande prua

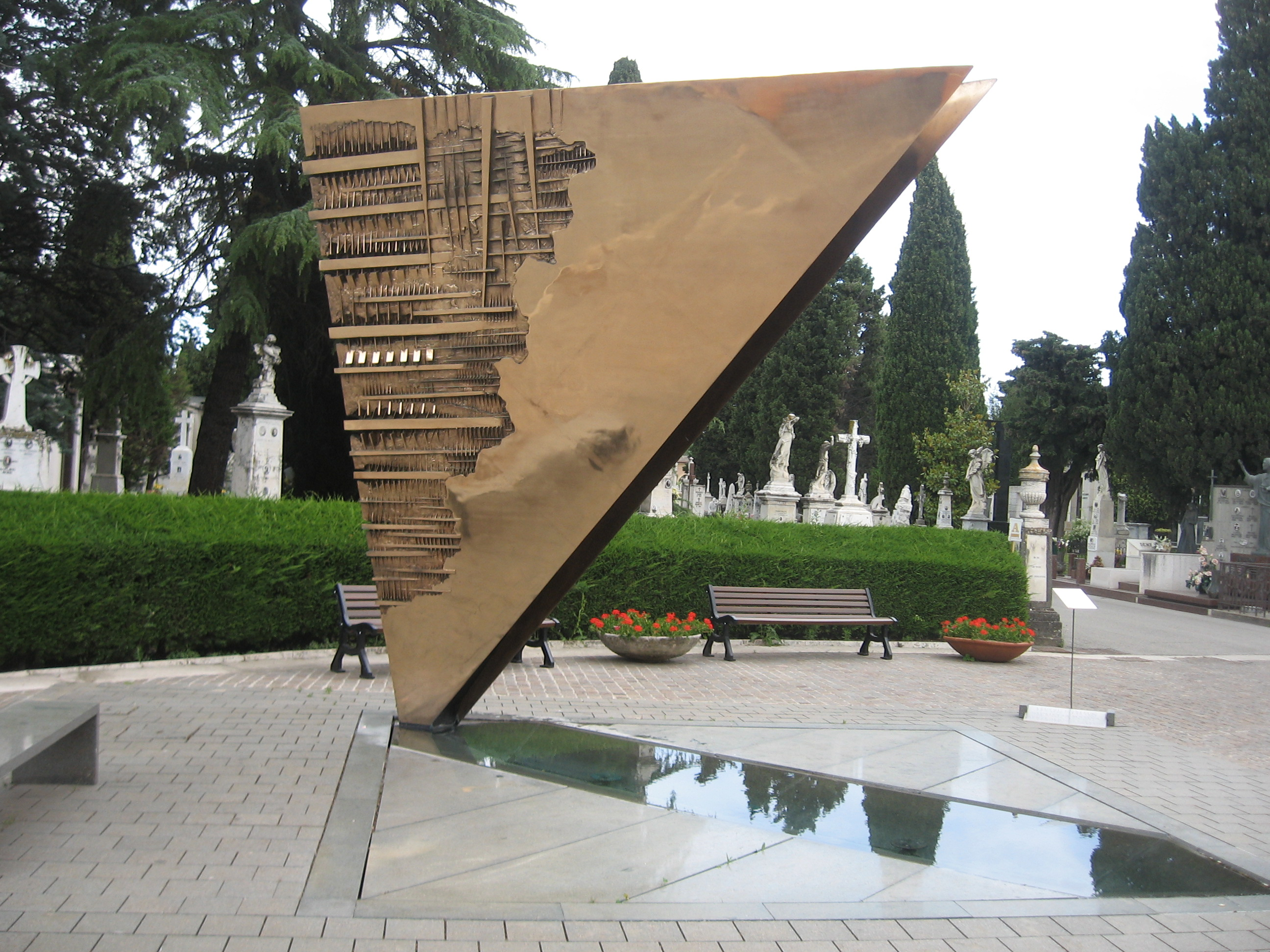
La grande prua, il monumento funebro di Federico Fellini scolpito da Arnaldo Pomodoro, in maggio 2012

Su commissione del comune di Rimini,, Arnaldo Pomodoro ha scolpito il monumento funebre di Fellini all'ingresso del cimitero. Conosciuto come La grande prua, il monumento è un doppio triangolo di bronzo invertito, fissato per un punto stretto al suolo. Prende la forma di una prua di nave sopra un bacino d'acqua, verso il quale l'acqua viene incanalata dal monumento stesso, con il sistema idrico gestito da una stanza tecnica sotterranea. Nelle parole di Matteo Sintini, architetto, la struttura conferisce un drammatico "impulso di verticalità". Il monumento è ispirato ai temi nautici nei film di Fellini Amarcord (1973), ambientato a Rimini, e E la nave va (1983),  e descritto da Pomodoro come "tagli[ante] un percorso ideale attraverso la terra, l'acqua, l'aria: per me, rappresenta la grandezza e la vera gloria del lavoro di Fellini". Fellini è sepolto con sua moglie, l'attrice Giulietta Masina, e il loro figlio Pierfederico, morto pochi giorni dopo la nascita.
Nel novembre 2019, il bacino d'acqua è stato danneggiato dopo che un uomo di 80 anni di Riccione ha schiantato la sua auto contro il monumento.  monumento è stato restaurato nel 2023 dalla Fondazione Pomodoro, con la rimozione delle parti ossidate e il ripristino della patina. Nel gennaio 2020, l'unica copia conosciuta del monumento è stata installata in Piazzetta Lorenzetti, nella località sciistica di Madonna di Campiglio.

### Altri monumenti funebri
Il momento funebre di René Gruau consiste in un mosaico con il volto stilizzato di una donna su un cerchio di marmo bianco, con una stele di bronzo che emerge verticalmente dal marmo, contenente la firma di Gruau e sormontata da un asterisco. Il monumento, progettato dall'architetto Pier Luigi Foschi e dall'artista Vittorio d'Augusta, si trova all'ingresso del cimitero, in simmetria con La grande prua. Le ceneri di Gruau e di suo figlio sono state inaugurate dietro al monumento il 31 marzo 2009, dopo essere state precedentemente sepolte in un'altra locazione del cimitero.
Svelato nel settembre 2015, il monumento funebre del fotografo riminese Marco Pesaresi è stato progettato da Jader Bonfiglioli, e consiste in un sarcofago di grezze lastre di travertino naturale, su cui si trova una croce di acciaio con un foglio di Plexiglass sull'arto sinistro come simbolo della Sacra Sindone. Pesaresi non è sepolto al cimitero: le sue ceneri sono state sperse nel mare Adriatico.
Sulla tomba di Renzo Pasolini sono collocati il casco da motociclista e alcune testimonianze delle sue vittorie. Sulla tomba del sacerdote Giuseppe Maioli si trova una scultura in marmo di Paola Ceccarelli di un uomo con le braccia distese, ispirata a un disegno di Maioli nel giorno della sua ordinazione. Nel settembre 2022 è stata svelata una stele dedicata all'attrice Clara Calamai dietro La grande prua.

## Sepolture notevoli
- Amintore Galli (1845–1919),[25] editore musicale, musicologo e compositore[26]
- Piero Guardigli Bagli (1898–1946), pittore e scultore[27]
- Marina Polazzi (1892–1965), soprano d'opera[28]
- Renzo Pasolini (1938–73),[2] pilota di moto Gran Premio[29]
- Federico Fellini (1920–93),[2] regista[30]
- Giulietta Masina (1921–94),[2] attrice e moglie di Fellini[6]
- Vincenzo Muccioli (1934-1995),[2] imprenditore e fondatore della Comunità di San Patrignano[6]
- Margherita Zoebeli (1912–96),[2] educatore e pedagogista[31]
- Clara Calamai (1915–98), attrice[23]
- René Gruau (1909–2004),[2] illustratore di moda[15]
- Oreste Benzi (1926–2007),[2][32] sacerdote e fondatore della Associazione comunità Papa Giovanni XXIII[33]
- Amedeo Montemaggi (1923–2011),[2] storico della Linea Gotica[34][35]
- Giuseppe Maioli (1947–2016),[22] sacerdote cattolico associato a Comunione e Liberazione[36]
- Sergio Zavoli (1923–2020),[37][38] giornalista documentarista e sportivo e senatore[39]